# Гебзе
Гебзе (тур. Gebze) — город и район в провинции Коджаэли (Турция).

## История
В 1912 году в городе и районе проживали:
Турки - 18 900 чел.
Греки - 12 883 чел.
Армяне - 6 889 чел.
В марте 1921 года, во время второй греко-турецкой войны город послужил одной из исходных точек греческого наступления, приведшего к второй битве при Инёню.

## Города-побратимы
- Каракол (кирг. Каракол) (Киргизия).
- Тюлячинский район (Россия, Республика Татарстан)